# Langan
Langan is een gemeente in het Franse departement Ille-et-Vilaine (regio Bretagne). De plaats maakt deel uit van het arrondissement Rennes. Langan telde op 1 januari 2022 1.090 inwoners.

## Geografie
De oppervlakte van Langan bedroeg op 1 januari 2022 7,8 vierkante kilometer; de bevolkingsdichtheid was toen 139,7 inwoners per km².

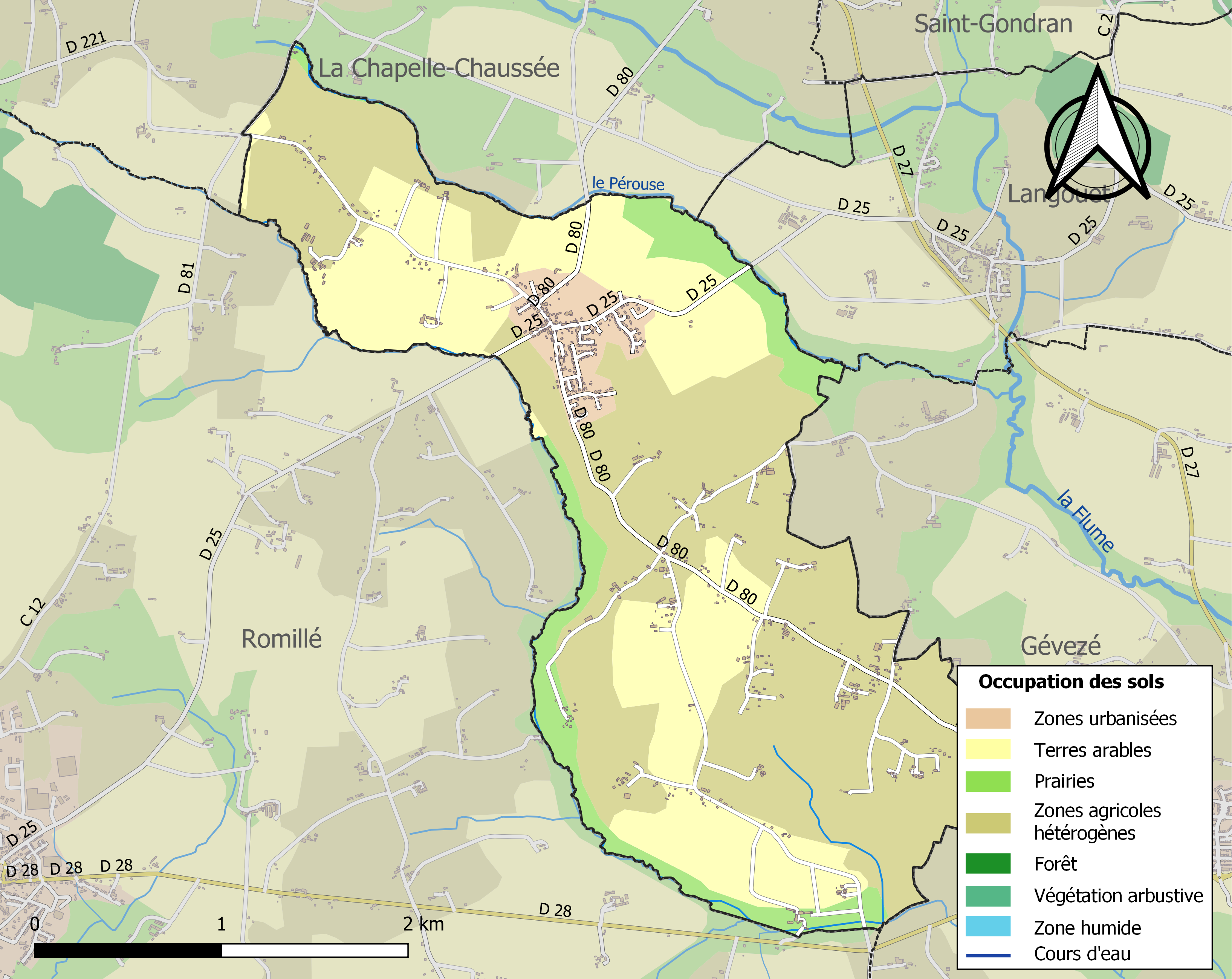
Kaart van de gemeente met belangrijkste infrastructuur, bodemgebruik en omliggende gemeenten

## Demografie
Onderstaande figuur toont het verloop van het inwonertal, bron: INSEE-tellingen. 